# パラレル夫婦 死んだ"僕と妻"の真実
『パラレル夫婦 死んだ"僕と妻"の真実』（パラレルふうふ しんだぼくとつまのしんじつ）は、2025年4月1日から6月17日まで関西テレビ制作・フジテレビ系列の「火ドラ★イレブン」枠にて放送されたテレビドラマ。主演は伊野尾慧と伊原六花。

## キャスト

### 主要人物
並川幹太
演 - 伊野尾慧
主人公。なつめの夫。CM制作会社「FLAIR Pro.」のCMディレクター。幸せな夫婦生活を送っていたが、妻を轢き逃げ事故で突然失う。だが、夜11時22分から3分だけなつめが生きているパラレルワールドとつながり、彼女と会うことができるようになる。なつめの死後、彼女が浮気していたのではないかという疑惑に憑りつかれる。
並川なつめ
演 - 伊原六花（6歳時：清水七喜咲）
もうひとりの主人公。幹太の妻。幹太とタッグを組むCMプロデューサー。夫・幹太を轢き逃げ事故で突然失ったパラレルワールドに生きている。夜11時22分に幹太が生きている世界とつながり、彼と会うことができるようになる。実は何もかも自分の都合で決めて押し付けてくる幹太に、少し息苦しさを感じていた。

### FLAIR Pro.
田村大和
演 - 松倉海斗
CG部で働く幹太となつめの同期。
辻莉子
演 - 齊藤なぎさ
プロダクションマネージャー。
今井茂
演 - 岐洲匠
助監督。
青木みどり
演 - 橘美緒

守谷誠
演 - 八嶋智人
部長。CMプロデューサー。

### その他
丸山耕介
演 - 野村康太
ゲームバー「My turn」の店長。実はなつめの幼馴染。
服部大洋
演 - きょん（コットン）
並川夫婦が暮らすマンションの大家。
平田実
演 - 野添義弘
なつめの伯父。定年間近の刑事。それぞれの世界で、轢き逃げ犯を捜そうと躍起になっている。
平田楓
演 - 南野陽子（特別出演）
なつめの母。

### ゲスト
第1話
- 厳太郎（CMに出演するタレント） - モト冬樹（第2話・第3話）
- 客（バー「My turn」で卓球に興じる客） - 菊池日菜、バイク川崎バイク

第2話
- 水沢花子（幹太らと共に写真に写っている女性・ダンサー） - 井桁弘恵（第4話・第6話・第7話・第9話）
- 木村芳美（「FLAIR Pro.」総務部 社員） - 安宅陽子
- 客（バー「My turn」でポーカーに興じる客） - はやたく（第3話）

第3話
- 作業員（轢き逃げした車の発見者） - 村上健志（フルーツポンチ、第4話）
- 刑事（平田実の同僚） - 野川慧（第4話・第6話）

第5話
- ナレーション - 林田麻里（第6話・第8話 - 第11話）

第6話
- 刑事 - 垣雅之
- カメラマン - 秀天
- 服部望海（大洋の息子） - 七瀬瑠斗
- ニュース番組 アナウンサー - 安田敬一郎（声の出演）

第7話
- ナンパ男 - 佐野岳

第8話
- 神矢吾郎（なつめの父） - デビット伊東（第6話・第9話）
- 男（神矢とぶつかって因縁をつける男） - 猫ひろし
- 産科医師 - 星野奈緒（第9話）

第9話
- 男性（なつめたちと食事をする男性） - 小笠原海、瀬谷直矢

第10話
- リサイクルショップ「ガレージランド ハープス」店主 - 五頭岳夫

第11話
- 女性（公園でなつめに話しかける老婦人） - 芝村洋子（最終話）

最終話
- 並川颯太（幹太となつめの息子） - 植木蒼斗、椎名花
- 家電量販店 店員 - 遊佐亮介
- 託児ルーム「SUN」保育士 - 鎌田麻里名

## スタッフ
- 脚本 - いとう菜のは、村田こけし、筧昌也、横尾千智[1]
- ナレーション - 林田麻里
- 演出 - 筧昌也、的場政行、長澤佳也[4][注 3]
- 音楽 - 濱田貴司[4]
- 主題歌 - Hey! Say! JUMP「encore」（ストームレーベルズ）[24]
- 挿入歌 - あたらよ「忘愛」（A.S.A.B）[25]
- プロデューサー - 田中耕司、島本講太、植木さくら、長澤佳也[1]
- 制作協力 - AOI Pro.[1]
- 制作 - 関西テレビ、Storm Labels[1]

## 放送日程
| 話数   | 放送日  | サブタイトル                | 脚本                    | 演出     |
| ------ | ------- | --------------------------- | ----------------------- | -------- |
| 第1話  | 4月01日 | 制約だらけの奇跡            | 横尾千智                | 筧昌也   |
| 第2話  | 4月08日 | 1日3分の奇跡と絶望          | いとう菜のは 村田こけし | 筧昌也   |
| 第3話  | 4月15日 | 爆発する愛と妻の決断        | いとう菜のは 村田こけし | 的場政行 |
| 第4話  | 4月22日 | 同時刻・同場所の殺人        | 筧昌也                  | 的場政行 |
| 第5話  | 4月29日 | Aの行動がズレてる!?         | 筧昌也                  | 筧昌也   |
| 第6話  | 5月06日 | 【事件編】完結!なぜ犯人は…? | 筧昌也                  | 筧昌也   |
| 第7話  | 5月13日 | 夫の元カノが襲来!?          | いとう菜のは            | 長澤佳也 |
| 第8話  | 5月20日 | 母子を捨てた父との再会      | いとう菜のは            | 長澤佳也 |
| 第9話  | 5月27日 | 夫へ妊娠を伝えられない妻    | 村田こけし              | 的場政行 |
| 第10話 | 6月03日 | 見落としていた存在          | 村田こけし              | 的場政行 |
| 第11話 | 6月10日 | 夫婦、奇跡を超える!         | いとう菜のは            | 筧昌也   |
| 最終話 | 6月17日 | 涙の結末!夫婦が選ぶ未来     | いとう菜のは            | 筧昌也   |

- 第2話は火曜21時枠のドラマ『人事の人見』15分拡大放送（21時 - 22時9分）で15分繰り下げられ、23時15分 - 23時45分に放送された。